# FC Töss
Der FC Töss ist ein Schweizer Fussballverein aus dem Winterthurer Kreis Töss. Der Klub war vor der Ligareform 1930 ein Teilnehmer der Serie Promotion, der damals zweithöchsten Spielklasse der Schweiz. Zum Aufstieg in die höchste Spielklasse hat es jedoch nie gereicht, so scheiterte man noch 1929, in der vorletzten Saison vor der Ligareform, als Serie Promotion-Gewinner in den Relegationsspielen am Stadtrivalen FC Winterthur-Veltheim.

## Geschichte
Der FC Töss wurde am Fasnachtsmontag, dem 5. März 1906 gegründet, als in der Scheune von Rudolf Diem mit den Verdiensten der damaligen Fasnacht der FC Töss gegründet wurde, als erstes Spielfeld diente der auch heute wieder benutzte Reitplatz. Damals gab es in Töss neben dem eigentlichen FC Töss noch weitere, heute nicht mehr existente Fussballmannschaften, die den damaligen FC Töss direkt konkurrenzierten: Aus Töss selbst kamen der FC Eichliacker, FC Unterdorf und FC Viktoria, und auch der FC Red Star und FC Geiselweid benutzten den Reitplatz als Heimspielplatz. Das erste wettkampfmässige Spiel verlor der FC Töss 1907 in Kemptthal mit 0:3. Am 30. September 1909 fusionierte der damals nur sieben Mitglieder zählende FC Töss mit dem FC Union (ehemals FC Viktoria) und spielte fortan unter dem Namen FC Union Töss. Nach der Fusion wurde ein Spiel gegen den FC Wil ausgetragen, das beim Stand von 2:0 für Töss abgebrochen werden musste, da ein Ersatz für einen geplatzten Ball fehlte. Der Beiname Union wird jedoch bereits im folgenden Jahrzehnt wieder aufgegeben, und der Verein spielte wieder unter dem Namen FC Töss. 1911 wird ein Mitgliedschaftsantrag bei der Ostschweizerischen Fussballvereinigung von deren Delegiertenversammlung abgelehnt, nachdem dieser vom FC Winterthur und FC Oberwinterthur bekämpft wurde. Noch im selben Jahr gehörte der FC Töss jedoch zu den Gründungsmitgliedern des Fussballverbands Region Zürich (FVRZ), und im August 1912 wird der Verein in den Schweizerischen Fussballverband (SFV) aufgenommen. 1913 kam es noch zur Gründung einer Gesangssektion.

FC Töss, Meister der Serie Promotion 1928/29

1916 wird der FC Töss durch den SFV in die Serie B promoviert, der zweithöchsten Schweizer Liga. Im selben Jahr kam es auch zur Gründung einer Juniorenabteilung. Als der Reitplatz von 1917 bis Kriegsende 1918 aufgrund von Zwangsanbauvorschriften als Kartoffelacker benutzt wird, geniesst der Verein Gastrecht auf der Schützenwiese. Die erste reguläre Saison 1919/20 konnte die Mannschaft auf dem 2. Platz hinter dem FC Schaffhausen beenden. Im Herbst 1921 wechselt der FC Töss auf den Sportplatz Nägelsee, der dem Verein von der Stadt überlassen wird und in Fronarbeit spielbar gemacht wird. 1922 schaffte man mit einem Gruppensieg in der Serie B den Aufstieg in die neu geschaffene Serie Promotion und konnte dadurch die Zweitklassigkeit behalten. 1924 wird die Seniorensektion gegründet. 1925 konnte der FC Töss den Schweizer Internationalen Max Abegglen als Trainer verpflichten. Bereits in der ersten Saison unter dem neuen Trainer qualifizierte sich das Team für das Aufstiegsspiel in die Serie A, konnte dort jedoch den Serie-A-Verein FC Chiasso nicht bezwingen. 1928/29 wird der Verein nach einer Saison ohne Verlustpunkte Gruppenmeister und Meister der Serie Promotion, musste sich aber in den Aufstiegsspielen gegen den Stadtprimus FC Winterthur erneut geschlagen geben. Mit der Einführung der Nationalliga 1931 spielte der FC Töss nur noch drittklassig, und Max Abegglen legt sein Amt nach abnehmenden Leistungen der 1. Mannschaft am Ende der Saison 1932/33 nieder. 1935/36 konnte der Verein als Gruppenmeister an den Finalspielen teilnehmen, scheiterte dort jedoch. Vor dem Ausbruch des Zweiten Weltkriegs muss die Mannschaft während der Renovation des Sportplatzes Nägelsee erneut zeitweise auf dem Reitplatz spielen. 1941/42 konnte der Verein erneut an den Aufstiegsspielen in die zweitklassige 1. Liga teilnehmen, verpasste die Promotion jedoch. In der Saison 1948/49 konnte man erneut erfolglos an den Aufstiegsspielen teilnehmen, wobei die 2. Liga durch die Einführung der Nationalliga B 1944 inzwischen nur noch viertklassig war.
1955 musste schliesslich der Abstieg in die 3. Liga hingenommen werden. 1960 gelang der Wiederaufstieg, jedoch konnte sich das Fanionteam nur während zwei Saisons dort halten. Im August 1964 kehrt der Verein schliesslich auf den Reitplatz zurück, da der Sportplatz Nägelsee dem Bau der A1 weichen musste. Im selben Jahr wird auch die Gesangssektion wegen Mitgliedermangel wieder aufgelöst. 1968 schaffte der Verein den Wiederaufstieg in die 2. Liga und konnte sich für die nächsten Jahrzehnte dort etablieren. In den Saisons 1974/75, 1976/77 und 1980/81 scheiterte der Verein nach Gruppensiegen jeweils in den Aufstiegsspielen zur 1. Liga. In der Saison 1988/89 konnte sich der FC Töss für den Schweizer Cup qualifizieren und konnte nach einem Sieg gegen den NLB-Verein FC Chiasso den erstklassigen FC Basel in die Verlängerung zwingen, musste sich dort jedoch mit 0:1 geschlagen geben. Im Jahr 2000 muss der Abstieg des Fanionteams in die inzwischen sechstklassige 3. Liga hingenommen werden. 2004 erfolgte der Wiederaufstieg, und der FC Töss konnte dort in den nächsten Saisons an der Spitze mitspielen und stieg schliesslich 2008 in die viertklassige 2. Liga interregional auf. 2009 stiess die Mannschaft im Schweizer Cup bis ins Achtelfinal vor, wo man sich gegen den FC Luzern mit nur 1:2 geschlagen geben musste. 2013 und 2014 musste der Verein gleich zweimal hintereinander einen Abstieg hinnehmen und fand sich darauf in der 3. Liga wieder und pendelt seither mit mehreren Auf- und Abstiegen zwischen der 2. und 3. Liga.

## Spielstätte
Die Heimspielstätte des FC Töss ist der Reitplatz, eine städtische Sportanlage. Vom Verein selbst auf dessen Webseite wird der Sportplatz bezugnehmend auf seine Lage in einer Waldlichtung als «Waldstadion Reitplatz» bezeichnet, obwohl das Stadion bis auf einseitig vorhandene 1–2 Betonstufen keine Tribüne bietet. Das Naturrasenfeld misst 100 × 64 Meter und ist für Spiele bis in die 1. Liga zugelassen.

## Cup-Teilnahmen
In folgender Liste werden alle Spiele des Schweizer Cup ab den 1/32-Finals oder jeweils der dementsprechenden Hauptrunde aufgeführt:
- 1929/30 – 1. Hauptrunde: FC St. Gallen – FC Töss 1:0
- 1930/31 – 1. Hauptrunde: FC Töss – Grasshopper Club Zürich 1:5
- 1931/32 – 1. Hauptrunde: AC Bellinzona – FC Töss 3:0
- 1933/34 – 1. Hauptrunde: FC Lugano – FC Töss 6:0
- 1934/35 – 1. Hauptrunde: FC Töss – FC Winterthur 0:1
- 1936/37 – 1. Hauptrunde: FC Töss – FC Zürich 0:1
- 1937/38 – 1. Hauptrunde: FC Altstetten – FC Töss 2:0
- 1941/42 – 1. Hauptrunde: FC Phönix Seen – FC Töss 1:2
- 1941/42 – 1/16-Finals: FC Töss – FC St. Gallen 1:2
- 1945/46 – 3. Hauptrunde: SC Zug – FC Töss 3:1
- 1950/51 – 3. Hauptrunde: FC Lugano – FC Töss 6:0
- 1979/80 – 1/32-Finals: FC Töss – FC Frauenfeld 1:3
- 1981/82 – 1/32-Finals: FC Töss – FC Chiasso 2:3
- 1988/89 – 1/32-Finals: FC Töss – FC Chur 1:0
- 1988/89 – 1/16-Finals: FC Töss – FC Basel 0:1 n. V.
- 2007/08 – 1/32-Finals: FC Töss – FC St. Gallen 0:8
- 2009/10 – 1/32-Finals: FC Töss – Chur 97 3:0
- 2009/10 – 1/16-Finals: FC Muotathal – FC Töss 0:3
- 2009/10 – 1/8-Finals: FC Töss – FC Luzern 1:2

## Bekannte ehemalige Nachwuchsspieler
Folgende Nachwuchsspieler des FC Töss schafften in der Vergangenheit den Sprung in die Nationalliga A:
- Hans Dardel
- Innocent Emeghara
- Christian Graf
- Roland Käser
- Matthias Pfeiffer
- Roger Stoop
- Bruno Süsstrunk
- Willi Traber
- Kurt Wild
- Dario Zuffi